# Phakellia crateriformis
Phakellia crateriformis är en svampdjursart som först beskrevs av Peter Simon Pallas 1766.  Phakellia crateriformis ingår i släktet Phakellia och familjen Axinellidae. Inga underarter finns listade i Catalogue of Life.